# 2B16 Nona-K
2B16 Nona-K (rusky 2Б16 «Нона-К» podle indexu GRAU) je sovětská tažená dělostřelecká zbraň ráže 120 mm s drážkovanou hlavní a kombinující výhody minometu a houfnice.

## Popis
Roku 1981 byl v sovětské armádě zaveden samohybný minomet 2S9 Nona-S se 120 mm kanónem 2A51. Poté se objevil návrh na vytvoření tažené verze kanónu 2A51 a tak vznikla Nona-K. Jelikož šlo o přepracování existující zbraně, vývoj netrval dlouho. Testy prvního prototypu začaly v roce 1984 a o dva roky později začala sériová výroba. Roli tahačů vykonávaly nákladní automobily GAZ-66 a Ural-4320, ale tuto úlohu zvládl i lehčí terénní automobil UAZ-469/3151. 
2B16 váží 1200 kg. K obsluze je potřeba pět vojáků. Minimální dostřel je 100 metrů, maximální pak 12,8 km.